# Баста 4
«Баста 4» — четвёртый сольный студийный альбом российского рэпера Басты, выпущенный 20 апреля 2013 лейблом Gazgolder.
Альбом выпущен в 33-й день рождения артиста. В записи пластинки приняли участие певица Тати, рэперы Смоки Мо и Рем Дигга, украинские группы «Нервы» и Green Grey, хор «Адели».
За несколько часов после выхода на iTunes Store «Баста 4» занял первую строчку в чарте «Топ-альбомы» по цифровым продажам в России и на Украине и третье — в Казахстане. За сутки альбом занял первое место также в Латвии и Литве.
В январе 2017 года интернет-портал The Flow совместно с партнёром re:Store назвали альбом «Баста 4» одним из двадцати наиболее важных, вышедших в 2010-е годы, для жанра.

## Предыстория
Альбом был целиком записан на личной студии Басты в здании Gazgolder. В результате было подготовлено 22 трека, из которых было решено оставить 11. Самый старый трек с альбома был сочинен ещё в 2007 году. В альбом вошли и те треки, которые изначально планировались для проектов Bratia Stereo и N1NT3ND0. В итоге в список композиций альбома были включены 17 треков.

## Звучание и жанровая принадлежность
Альбом в своей основе вышел грустным, тёмным с зарождающимися приступами депрессии. Сам Баста выразился по этому поводу в интервью на радио МАКС FM: «Мне очень нравятся отклики людей, которые просто подходят на улице или в метро, говорят что „Васька, делаешь хорошо“. Кому-то не нравится говорят „Ну, что так грустно, что так печально“, такое время было — такое состояние». «Баста 4» задирает планку звучания русского рэпа, который всегда упрекали в простоте, на новый уровень, на котором сейчас находятся зарубежные рядовые хип-хоп исполнители. 

«Помните, предпоследнее выступление Басты в „Крокусе“ сопровождалось игрой симфонического оркестра? Судя по звуку „Басты 4“, несколько оркестрантов так и остались на „Газгольдере“ — как минимум, пианист со скрипачкой. Фортепиано здесь просто главный инструмент. Шутки шутками, но звучит „Баста 4“ помпезно, симфонично и масштабно. Представить другого рэп-артиста под такие инструменталы лично у меня не получилось. Чисто технически работа очень высокого уровня, который для местных андерграунд-рэперов выглядит недосягаемым. Песни о-очень длинные, по пять минут, а то и больше. Баста, как и всегда, многословен, мелодичен.»— Андрей Никитин, корреспондент сайта RAP.RU
 При сведении и мастеринга альбома использовались новые технологии ранее встречавшиеся в русской рэп музыке в утробном состоянии, лишь на определённых стадиях. Пересводился альбом много раз, из-за этого он вышел позже даты релиза. На протяжении всей длительности альбома Баста стоит на грани двух противоположных жанровых крайностей: поп-рэпа и андерграунда.

На альбоме есть «Баста для пацанов» — он читает про листья пуэра под кипяток, про рэп, про правильность, принципы, идеалы. Есть «Баста для девочек» — он поет о любви. Удивительно, что они гармонично уживаются, и что у одной аудитории нет вопросов к другой.— Андрей Никитин, корреспондент сайта RAP.RU
 В некоторых треках выходит наружу мелодичный и чувственный джи-фанк и джаз-рэп в откровенной джазовой стилистике. В треке «Чистый кайф» и «Интро» музыка делает упор на звучание южного рэпа, однако не теряет своей музыкальности и минорной плоскости.

Станет ясно, что лучше музыки, чем на «Баста 4», Василий ещё не писал. Это тот случай, когда на рэп-пластинке бит в общем-то и не важен (если это не «Рэп, который по-лютому прёт»); куда важнее джазовые семплы с фортепиано, акустическая гитара, которые куда гармоничнее сочетаются с текстами — «Мама», «Вселенная», «Пуэрчик покрепче» да практически любой трек с альбома.— Тарас Хохлов, NE:AMERIKA

## Список композиций
| №   | Название                               | Автор(ы)                 | Длительность |
| --- | -------------------------------------- | ------------------------ | ------------ |
| 1.  | «Интро»                                | Баста                    | 4:55         |
| 2.  | «Это дороже денег»                     | Баста                    | 5:14         |
| 3.  | «Мама»                                 | Баста, Михей             | 4:35         |
| 4.  | «Листья пуэра под кипяток»             | Баста                    | 4:00         |
| 5.  | «Моя вселенная» (feat. Тати)           | Баста                    | 3:31         |
| 6.  | «Рэп, который по-лютому прёт»          | Баста                    | 4:56         |
| 7.  | «Джузеппе» (feat. Смоки Мо)            | Баста, Смоки Мо          | 4:10         |
| 8.  | «С надеждой на крылья» (feat. «Нервы») | Баста, Нервы             | 5:28         |
| 9.  | «CrazyMFLove»                          | Баста                    | 4:59         |
| 10. | «Пуэрчик покрепче»                     | Баста                    | 4:54         |
| 11. | «Я или ты» (feat. Тати)                | Баста                    | 4:36         |
| 12. | «Грустно» (feat. Green Grey)           | Баста, Green Grey        | 5:31         |
| 13. | «Пар»                                  | Баста                    | 4:40         |
| 14. | «Чистый кайф»                          | Баста                    | 6:05         |
| 15. | «Одна любовь» (feat. Рем Дигга)        | Баста, Рем Дигга         | 5:27         |
| 16. | «Райские яблоки»                       | Баста, Владимир Высоцкий | 4:02         |
| 17. | «Это всё» (feat. «Адели»)              | Баста, Адели             | 5:28         |

Примечания
- «Мама» — кавер на одноимённую песню Михея.
- «С надеждой на крылья» — использован семпл песни группы «Нервы» «Кофе мой друг».
- «Грустно» — использован семпл песни группы Green Grey «MF».
- «Одна любовь» — ремейк песни Рем Дигги «Она (Черничная версия)».
- «Райские яблоки» — кавер на песню Владимира Высоцкого.
- «Это всё» — использован припев одноимённой песни группы «ДДТ».

## Видеоклипы
- 2011 — «Райские яблоки»[5]
- 2012 — «Мама» (сover: Михей)[6]
- 2013 — «ЧК (Чистый Кайф)»[7]
- 2013 — «Интро с альбома #Баста4»[8]
- 2013 — «Это Дороже Денег»[9]
- 2013 — «Я или Ты»[10]
- 2014 — «Моя Вселенная» (OST: #ГазгольдерФильм)[11]
- 2014 — «Рэп, который по-лютому прёт»[12]
- 2015 — «Пуэрчик покрепче»[13]